# Baldwin Piano Company
Baldwin es una prestigiosa compañía fabricante de pianos desde el siglo XIX. Fue una vez el mayor fabricante estadounidense de pianos y otros instrumentos de teclado conocidos por el lema "Los pianos favoritos de América". Cesó la mayor parte de la producción nacional en diciembre de 2008, trasladando la producción a China. Baldwin es actualmente una filial de Gibson Guitar Corporation.
En 1862, el profesor del órgano y del violín de lámina Dwight Hamilton Baldwin (1821 - 1899) abrió las puertas de su negocio de música en Cincinnati, Ohio.  Junto con el inventor Juan Warren Macy, Baldwin creó el primer piano de Baldwin en 1891.
Actualmente es el mayor fabricante estadounidense de instrumentos con teclado, especialmente de pianos, y desde 1990 pertenece a Gibson Guitars.